# Rafał Magryś
Rafał Magryś (ur. 11 lutego 1977 w Jarosławiu) – specjalista IT, menadżer, archiwista cyfrowy, historyk. W latach 2013–2014 podsekretarz stanu w Ministerstwie Spraw Wewnętrznych. Potomek Franciszka Magrysia, poety i działacza chłopskiego.

## Życiorys
Absolwent historii na Uniwersytecie Marii Curie Skłodowskiej w Lublinie. 
Od 2008 współtworzył Narodowe Archiwum Cyfrowe, gdzie pełnił funkcję kierownika Oddziału Informacji i Zasobów Cyfrowych. Jednocześnie, od 2007 do końca 2009 roku pełnił funkcję przewodniczącego międzyarchiwalnego zespołu naukowego przy Naczelnej Dyrekcji Archiwów Państwowych Informatyka i Archiwa. Od stycznia 2012 roku w Narodowym Instytucie Audiowizualnym (NInA) był kierownikiem Działu Digitalizacji. W marcu tego roku został powołany przez ministra administracji i cyfryzacji Michała Boniego na funkcję zastępcy dyrektora Centrum Projektów Informatycznych (CPI), wdrażając program naprawczy projektu pl.ID związany z wcześniejszym głębokim kryzysem korupcyjnym w CPI.
Następnie, w związku z przeniesieniem projektu do MSW został mianowany zastępcą dyrektora Centralnego Ośrodka Informatyki (COI), gdzie kontynuował prace nad realizacją projektu.
22 marca 2013 został mianowany podsekretarzem stanu w MSW, odpowiedzialnym za rejestry państwowe i ewidencję ludności.
W okresie pełnienia funkcji podsekretarza stanu odpowiadał m.in. za przebieg procesów w zakresie spraw obywatelskich oraz krajowych systemów ewidencyjnych i teleinformatycznych, sprawował funkcję Właściciela Programu w programie pl.ID,  nadzorował realizację budowy systemu CEPiK 2.0 oraz pracę Centrum Personalizacji Dokumentów MSW, a także sprawował w imieniu Ministra Spraw Wewnętrznych nadzór organu założycielskiego nad Centralnym Ośrodkiem Informatyki oraz nadzór właścicielski nad Polską Wytwórnią Papierów Wartościowych S.A. w zakresie udzielonych mu przez Ministra Skarbu Państwa upoważnień.
W obszarze teleinformatyki realizował przyjętą przez MSW nową strategię realizacji projektów informatycznych oraz jako Właściciel Programu nadzorował plan naprawczy, a więc nowe otwarcie projektu pl.ID po kryzysie realizacyjnym i korupcyjnym.
Pod jego nadzorem zrealizowano następujące elementy projektu: 
- stworzenie nowych dokumentów analitycznych i projektów technicznych Systemu Rejestrów Państwowych (nowy PESEL, Rejestr Dowodów Osobistych, Baza Usług Stanu Cywilnego, Centralny Rejestr Sprzeciwów, System Odznaczeń Państwowych, aplikacja ŹRÓDŁO);
- wykonanie i relokacja infrastruktury informatycznej kluczowych dla funkcjonowania kraju rejestrów (m.in. PESEL) do bezpiecznej lokalizacji. Operacja była konieczna, ze względu na występujące wówczas krytyczne zagrożenie dla ich działania;
- modernizacja i wyposażenie centrum przetwarzania danych dla rejestrów państwowych (po relokacji) – tzw. Zintegrowaną Infrastrukturę Rejestrów;
- realizacja 70% prac programistycznych i przygotowanie szkoleń wdrożeniowych.

W tym czasie pod jego nadzorem zrealizowano m.in. uruchomienie powiązanego z CEPiK i wykonanego przez podległy mu Centralny Ośrodek Informatyki modułu CBE (ang. Cross Border Enforcement). Jest to unijny projekt, który pozwala na ograniczenie wykroczeń i przestępstw drogowych popełnianych przez europejskich kierowców w innych państwach UE. Dzięki CBE możliwa jest wymiana danych o pojazdach oraz ich właścicielach, którzy dopuścili się wykroczenia lub przestępstwa poza granicami swojego państwa.
Do obowiązków Rafała Magrysia należało także przygotowanie i przeprowadzenie nowelizacji ustawy Prawo o ruchu drogowym, która umożliwiła uruchomienie e-usług polegających na udostępnianiu drogą elektroniczną danych z Centralnej Ewidencji Pojazdów, uruchomienie 23 czerwca 2014 wykonanych przez podległy mu Centralny Ośrodek Informatyki e-usług www.historiapojazdu.gov.pl i www.bezpiecznyautobus.gov.pl oraz przygotowanie w Departamencie Spraw Obywatelskich MSW projektu założeń i treści ustawy Prawo o aktach stanu cywilnego. Przeprowadził ją przez etap prac Rządowego Centrum Legislacji  i doprowadził do etapu akceptacji przez Komisję Wspólną Rządu i Samorządu Terytorialnego.
Nadzorował także stworzenie spójnego systemu ponad 200 wzorów dokumentów urzędowych powiązanych z ewidencją ludności, dowodami osobistymi i aktami stanu cywilnego (w tym, po 40 latach,  nowe wzory odpisów aktów stanu cywilnego).
Rafał Magryś jest twórcą i wieloletnim kierownikiem projektu Zintegrowanego Systemu Informacji Archiwalnej (ZoSIA) – zaawansowanej aplikacji przeznaczonej dla archiwów państwowych oraz instytucji posiadających materiały archiwalne, dzięki której po raz pierwszy w Polsce zaczęto na masową skalę udostępniać online skany zbiorów archiwalnych na platformie www.szukajwarchiwach.pl (w marcu 2013 roku ponad  5 milionów stron udostępnionych dokumentów). Był także kierownikiem projektu www.audiovis.nac.gov.pl – platformy udostępniania online fotografii ze zbiorów Narodowego Archiwum Cyfrowego (do końca 2012 roku ok. 200 tysięcy udostępnionych fotografii).
Pełnił rolę eksperta w europejskich projektach związanych z digitalizacją i informatyzacją archiwów. Był m.in., ekspertem technicznym programów: EURIDICE, CALIMERA, Archives Portal Europe pod auspicjami Komisji Europejskiej oraz grupy roboczej przy Zespole ds. Digitalizacji MKiDN. Organizator szkoleń, warsztatów i konferencji z dziedziny archiwistyki cyfrowej i digitalizacji, m.in. pierwszych w Polsce warsztatów digitalizacji materiałów archiwalnych. Jest również twórcą Internetowego Forum Archiwalnego IFAR.
Laureat nagrody Naczelnego Dyrektora Archiwów Państwowych dla najlepszego polskiego archiwisty za rok 2004. Stypendysta British Library w Londynie z programu Endangered Archives.
Członek PLUG – Polskiej Grupy Użytkowników Linuksa. Orędownik rozwiązań Open Source i otwartych standardów w administracji publicznej.
Żonaty, ma córkę.